# Advanced Energy Materials
Advanced Energy Materials (nach ISO 4 abgekürzt Adv. Energy Mater.) ist eine begutachtete wissenschaftliche Fachzeitschrift, die seit 2011 von Wiley herausgegeben wird und in 24 Ausgaben pro Jahr erscheint. Sie richtet sich insbesondere an Materialwissenschaftler, Chemiker, Physiker und Ingenieure aus Forschung und Industrie. Chefredakteurin ist Carolina Novo da Silva. Veröffentlicht werden Originäre Forschungsarbeiten, Rapid Communications, Fortschrittsberichte und auf Einladung der Redaktion auch Reviewartikel.
Die Zeitschrift ist interdisziplinär ausgerichtet und publiziert wissenschaftliche Arbeiten mit energiebezogener Forschung. Hierzu zählen z. B. Paper über organische und anorganische Photovoltaik, Akkumulatoren und Superkondensatoren, Brennstoffzellen, Wasserstoffherstellung und -speicherung, Thermoelektrizität, Elektrolyse und Photokatalyse, mittels Solarenergie hergestellte Kraftstoffe, Materialien, die den Magnetokalorischen Effekt nutzen, und Piezoelemente.
Der Impact Factor lag im Jahr 2020 bei 29,368, der fünfjährige Impact Factor bei 27,97. Damit lag das Journal beim Impact Factor auf Rang 5 von insgesamt 162 wissenschaftlichen Zeitschriften in der Kategorie „Physikalische Chemie“, auf Rang 5 von 114 Zeitschriften in der Kategorie „Energie und Treibstoffe“, auf Rang 6 von 160 Zeitschriften in der Kategorie „Angewandte Physik“, auf Rang 3 von 69 Zeitschriften in der Kategorie „Festkörperphysik“ sowie auf Rang 10 von 334 Zeitschriften in der Kategorie „Multidisziplinäre Materialwissenschaften“.